# Estisch voetbalelftal in 2008
Het Estisch voetbalelftal speelde in totaal veertien officiële interlands in het jaar 2008, waaronder vier wedstrijden in de kwalificatiereeks voor de WK-eindronde 2010 in Zuid-Afrika. De ploeg stond onder leiding van bondscoach Tarmo Rüütli, die was aangesteld als opvolger van de eind 2007 vertrokken Deense oud-international Viggo Jensen.  Op de FIFA-wereldranglijst steeg Estland in 2008 van de 124ste (januari 2008) naar de 119de plaats (december 2008).

## Balans
| Wedstrijden | Wedstrijden | Wedstrijden | Wedstrijden | Doelpunten | Doelpunten | Doelpunten | Punten |
| Gespeeld    | Winst       | Gelijk      | Verlies     | Voor       | Tegen      | Saldo      | Punten |
| ----------- | ----------- | ----------- | ----------- | ---------- | ---------- | ---------- | ------ |
| 14          | 4           | 4           | 6           | 14         | 24         | –10        | 0.857  |

## Interlands
|                                                                  |                                           |       |         |                                                                                    |
| 27 februari Vriendschappelijk № 310 «onderlinge duels» 20:30 uur | Polen                                     | 2 – 0 | Estland | Stadion Główny, Wronki Toeschouwers: 5.000 Scheidsrechter: Stanislav Todorov (BUL) |
| 27 februari Vriendschappelijk № 310 «onderlinge duels» 20:30 uur | Radosław Matusiak 38' Tomasz Zahorski 72' |       |         | Stadion Główny, Wronki Toeschouwers: 5.000 Scheidsrechter: Stanislav Todorov (BUL) |

|                                                               |                                                   |       |        |                                                                                 |
| 26 maart Vriendschappelijk № 311 «onderlinge duels» 16:00 uur | Estland                                           | 2 – 0 | Canada | A. Le Coq Arena, Tallinn Toeschouwers: 1.600 Scheidsrechter: Audrius Zuta (LTU) |
| 26 maart Vriendschappelijk № 311 «onderlinge duels» 16:00 uur | Paul Stalteri 59' (e.d.) Vjatšeslav Zahovaiko 90' |       |        | A. Le Coq Arena, Tallinn Toeschouwers: 1.600 Scheidsrechter: Audrius Zuta (LTU) |

|                                                             |                       |       |                 |                                                                                     |
| 27 mei Vriendschappelijk № 312 «onderlinge duels» 17:00 uur | Estland               | 1 – 1 | Georgië         | A. Le Coq Arena, Tallinn Toeschouwers: 2.500 Scheidsrechter: Thomas Vejlgaard (DEN) |
| 27 mei Vriendschappelijk № 312 «onderlinge duels» 17:00 uur | Tarmo Kink 64' (pen.) |       | 83' Levan Kenia | A. Le Coq Arena, Tallinn Toeschouwers: 2.500 Scheidsrechter: Thomas Vejlgaard (DEN) |

|                                                      |                          |       |         |                                                                              |
| 30 mei Baltic Cup № 313 «onderlinge duels» 17:00 uur | Letland                  | 1 – 0 | Estland | Skonto stadions, Riga Toeschouwers: 4.500 Scheidsrechter: Audrius Zuta (LTU) |
| 30 mei Baltic Cup № 313 «onderlinge duels» 17:00 uur | Juris Laizāns 48' (pen.) |       |         | Skonto stadions, Riga Toeschouwers: 4.500 Scheidsrechter: Audrius Zuta (LTU) |

|                                                      |         |                           |          |                                                                                |
| 31 mei Baltic Cup № 314 «onderlinge duels» 16:00 uur | Estland | 0 – 1                     | Litouwen | Slokas Stadion, Jūrmala Toeschouwers: 1.300 Scheidsrechter: Roman Lajuks (LAT) |
| 31 mei Baltic Cup № 314 «onderlinge duels» 16:00 uur |         | 89' Valerijus Mizigurskis |          | Slokas Stadion, Jūrmala Toeschouwers: 1.300 Scheidsrechter: Roman Lajuks (LAT) |

|                                                             |                                                                                     |       |                                                               |                                                                                      |
| 4 juni Vriendschappelijk № 312 «onderlinge duels» 17:00 uur | Estland                                                                             | 4 – 3 | Faeröer                                                       | A. Le Coq Arena, Tallinn Toeschouwers: 3.500 Scheidsrechter: Daniel Stalhammar (SWE) |
| 4 juni Vriendschappelijk № 312 «onderlinge duels» 17:00 uur | Vjatšeslav Zahovaiko 9' Vjatšeslav Zahovaiko 14' Tarmo Kink 28' Jevgeni Novikov 75' |       | 63' Christian Holst 66' Christian Holst 70' (pen.) Súni Olsen | A. Le Coq Arena, Tallinn Toeschouwers: 3.500 Scheidsrechter: Daniel Stalhammar (SWE) |

|                                                                  |                               |       |                  |                                                                                      |
| 20 augustus Vriendschappelijk № 313 «onderlinge duels» 18:00 uur | Estland                       | 2 – 1 | Malta            | A. Le Coq Arena, Tallinn Toeschouwers: 2.700 Scheidsrechter: Grzegorz Gilewski (POL) |
| 20 augustus Vriendschappelijk № 313 «onderlinge duels» 18:00 uur | Ats Purje 22' Andres Oper 53' |       | 8' Ian Azzopardi | A. Le Coq Arena, Tallinn Toeschouwers: 2.700 Scheidsrechter: Grzegorz Gilewski (POL) |

|                                                                |                                                     |       |                                     |                                                                                   |
| 6 september WK-kwalificatie № 314 «onderlinge duels» 19:45 uur | België                                              | 3 – 2 | Estland                             | Stade Maurice Dufrasne, Luik Toeschouwers: 17.992 Scheidsrechter: Mike Dean (ENG) |
| 6 september WK-kwalificatie № 314 «onderlinge duels» 19:45 uur | Wesley Sonck 39' Steven Defour 75' Wesley Sonck 81' |       | 57' Sergei Zenjov 90+2' Andres Oper | Stade Maurice Dufrasne, Luik Toeschouwers: 17.992 Scheidsrechter: Mike Dean (ENG) |

|                                                                 | |       |         |                                                                             |
| 10 september WK-kwalificatie № 315 «onderlinge duels» 20:15 uur | Bosnië en Herzegovina | 7 – 0 | Estland | Bilino Polje, Zenica Toeschouwers: 12.500 Scheidsrechter: Pavel Balaj (ROM) |
| 10 september WK-kwalificatie № 315 «onderlinge duels» 20:15 uur | Zvjezdan Misimović 25' Zvjezdan Misimović 30' (pen.) Zvjezdan Misimović 56' Zlatan Muslimovic 58' Edin Džeko 60' Edin Džeko 72' Senijad Ibričić 89' |       |         | Bilino Polje, Zenica Toeschouwers: 12.500 Scheidsrechter: Pavel Balaj (ROM) |

|                                                               |         |                                                     |        |                                                                                   |
| 11 oktober WK-kwalificatie № 316 «onderlinge duels» 20:45 uur | Estland | 0 – 3                                               | Spanje | A. Le Coq Arena, Tallinn Toeschouwers: 9.200 Scheidsrechter: Jonas Eriksson (SWE) |
| 11 oktober WK-kwalificatie № 316 «onderlinge duels» 20:45 uur |         | 34' Juanito 38' (pen.) David Villa 69' Carles Puyol |        | A. Le Coq Arena, Tallinn Toeschouwers: 9.200 Scheidsrechter: Jonas Eriksson (SWE) |

|                                                               |         |       |         |                                                                                 |
| 15 oktober WK-kwalificatie № 317 «onderlinge duels» 21:30 uur | Estland | 0 – 0 | Turkije | A. Le Coq Arena, Tallinn Toeschouwers: 6.500 Scheidsrechter: Robert Małek (POL) |
| 15 oktober WK-kwalificatie № 317 «onderlinge duels» 21:30 uur |         |       |         | A. Le Coq Arena, Tallinn Toeschouwers: 6.500 Scheidsrechter: Robert Małek (POL) |

|                                                                  |                |       |                     |                                                                                   |
| 12 november Vriendschappelijk № 318 «onderlinge duels» 19:00 uur | Estland        | 1 – 1 | Letland             | A. Le Coq Arena, Tallinn Toeschouwers: 2.000 Scheidsrechter: Brage Sandmoen (NOR) |
| 12 november Vriendschappelijk № 318 «onderlinge duels» 19:00 uur | Tarmo Kink 52' |       | 75' Kristaps Grebis | A. Le Coq Arena, Tallinn Toeschouwers: 2.000 Scheidsrechter: Brage Sandmoen (NOR) |

|                                                                  |                            |       |          |                                                                                    |
| 18 november Vriendschappelijk № 319 «onderlinge duels» 17:00 uur | Estland                    | 1 – 0 | Moldavië | A. Le Coq Arena, Tallinn Toeschouwers: 1.500 Scheidsrechter: Claus Bo Larsen (DEN) |
| 18 november Vriendschappelijk № 319 «onderlinge duels» 17:00 uur | Vladimir Voskoboinikov 56' |       |          | A. Le Coq Arena, Tallinn Toeschouwers: 1.500 Scheidsrechter: Claus Bo Larsen (DEN) |

|                                                                  |                |       |                            |                                                                                            |
| 22 november Vriendschappelijk № 320 «onderlinge duels» 12:00 uur | Estland        | 1 – 1 | Litouwen                   | Kuressaare linnastaadion, Kuressaare Toeschouwers: 800 Scheidsrechter: Tero Nieminen (FIN) |
| 22 november Vriendschappelijk № 320 «onderlinge duels» 12:00 uur | Sander Puri 6' |       | 35' Vitalijus Kavaliauskas | Kuressaare linnastaadion, Kuressaare Toeschouwers: 800 Scheidsrechter: Tero Nieminen (FIN) |

## FIFA-wereldranglijst
| JAN | FEB | MAR | APR | MEI | JUN | JUL | AUG | SEP | OKT | NOV | DEC |
| --- | --- | --- | --- | --- | --- | --- | --- | --- | --- | --- | --- |
| 124 | 125 | 129 | 119 | 115 | 121 | 120 | 121 | 128 | 137 | 131 | 119 |

## Hõbepall
Sinds 1995 reiken Estische voetbaljournalisten, verenigd in de Eesti Jalgpalliajakirjanike Klubi, jaarlijks een prijs uit aan een speler van de nationale ploeg die het mooiste doelpunt maakt. In het veertiende jaar sinds de introductie van de ereprijs ging de Zilveren Bal (Hõbepall) naar Vjatšeslav Zahovaiko voor zijn treffer in het duel tegen Faeröer, gemaakt op 4 juni.

## Statistieken
| Pavel Londak           | 1980-05-14 | FK Bodø/Glimt         | 7  | 1 | 0 | 15  | 0 |
| Mart Poom              | 1972-02-03 | Watford               | 3  | 0 | 0 | 119 | 0 |
| Mihkel Aksalu          | 1984-11-07 | FC Flora Tallinn      | 2  | 1 | 0 |     |   |
| Artur Kotenko          | 1981-08-20 | Sandnes Ulf           | 1  | 1 | 0 |     |   |
| Sergei Pareiko         | 1977-01-31 | Tom Tomsk             | 1  | 0 | 0 | 6   | 0 |
| Verdediging            |            |                       |    |   |   |     |   |
| Alo Bärengrub          | 1984-02-12 | FK Bodø/Glimt         | 10 | 0 | 0 |     |   |
| Ragnar Klavan          | 1985-10-30 | AZ Alkmaar            | 8  | 2 | 0 | 52  | 1 |
| Raio Piiroja           | 1979-07-11 | Fredrikstad FK        | 8  | 0 | 0 | 82  | 6 |
| Enar Jääger            | 1984-11-18 | Aalesunds FK          | 7  | 2 | 0 | 59  | 0 |
| Tihhon Šišov           | 1983-02-11 | Levadia Tallinn       | 6  | 2 | 0 |     |   |
| Dmitri Kruglov         | 1984-05-24 | Neftçi Bakoe          | 5  | 1 | 0 |     |   |
| Taavi Rähn             | 1981-05-16 | Ekranas Panevėžys     | 4  | 1 | 0 |     |   |
| Andrei Stepanov        | 1979-03-16 | Watford               | 3  | 1 | 0 | 78  | 1 |
| Igor Morozov           | 1989-05-27 | Levadia Tallinn       | 2  | 0 | 0 | 2   | 0 |
| Urmas Rooba            | 1978-07-08 | TPS Turku             | 1  | 2 | 0 |     |   |
| Middenveld             |            |                       |    |   |   |     |   |
| Aleksandr Dmitrijev    | 1982-02-18 | Hønefoss BK           | 11 | 2 | 0 |     |   |
| Tarmo Kink             | 1985-10-06 | Győri ETO FC          | 9  | 3 | 3 |     |   |
| Martin Vunk            | 1984-08-21 | FC Flora Tallinn      | 8  | 6 | 0 | 14  | 0 |
| Ats Purje              | 1985-08-03 | FC Inter Turku        | 8  | 0 | 1 |     |   |
| Konstantin Vassiljev   | 1984-08-16 | Nafta Lendava         | 7  | 1 | 0 | 14  | 0 |
| Joel Lindpere          | 1981-10-05 | Tromsø IL             | 6  | 2 | 0 |     |   |
| Aivar Anniste          | 1980-02-18 | TVMK Tallinn          | 6  | 1 | 0 | 45  | 3 |
| Sander Puri            | 1988-05-07 | Levadia Tallinn       | 4  | 5 | 1 | 9   | 1 |
| Andrei Sidorenkov      | 1984-02-12 | Sønderjysk Elitesport | 3  | 2 | 0 |     |   |
| Gert Kams              | 1985-05-25 | FC Flora Tallinn      | 2  | 0 | 0 |     |   |
| Jevgeni Novikov        | 1980-06-28 | Dinamo Barnaul        | 0  | 1 | 1 | 13  | 2 |
| Aanval                 |            |                       |    |   |   |     |   |
| Vladimir Voskoboinikov | 1983-02-02 | Torpedo Moskou        | 5  | 4 | 1 |     |   |
| Vjatšeslav Zahovaiko   | 1981-12-29 | FC Flora Tallinn      | 4  | 2 | 3 | 38  | 7 |
| Andres Oper            | 1977-11-07 | Roda JC               | 4  | 0 | 2 |     |   |
| Kaimar Saag            | 1988-08-05 | Silkeborg IF          | 3  | 4 | 0 |     |   |
| Kristen Viikmäe        | 1979-02-10 | Jönköpings Södra IF   | 3  | 1 | 0 |     |   |
| Sergei Zenjov          | 1989-04-20 | Karpaty Lviv          | 2  | 1 | 1 | 3   | 1 |
| Oliver Konsa           | 1985-03-04 | FC Flora Tallinn      | 1  | 5 | 0 |     |   |

EJL · A-internationals · Bondscoaches · Statistieken · Estisch vrouwenelftal · Olympisch elftal · Estland U21 · Estland U20 · Estland U19 · Estland U18 · Estland U17 · Estland U16
1920 – 1929 ·
1930 – 1939 ·
1940 – 1949 ·
1950 – 1990 · 
1990 – 1999 ·
2000 – 2009 ·
2010 – 2019 ·
2020 − 2029
OS 1924
1920 ·
1921 ·
1922 ·
1923 ·
1924 ·
1925 ·
1926 ·
1927 ·
1928 ·
1929 · 
1930 · 
1931 · 
1932 · 
1933 · 
1934 · 
1935 · 
1936 · 
1937 · 
1938 · 
1939 · 
1940 · 
1941 · 
1942 · 
1943 · 1944 · 
1945 · 
1946 · 
1947 · 
1948 · 
1949 · 
1950 – 1990 · 
1991 · 
1992 · 
1993 · 
1994 · 
1995 · 
1996 · 
1997 · 
1998 · 
1999 · 
2000 · 
2001 · 
2002 · 
2003 · 
2004 · 
2005 · 
2006 · 
2007 · 
2008 · 
2009 · 
2010 · 
2011 · 
2012 · 
2013 · 
2014 · 
2015 · 
2016 ·
2017 ·
2018 ·
2019 ·
2020
Albanië ·
Andorra ·
Angola ·
Antigua en Barbuda ·
Argentinië ·
Armenië ·
Azerbeidzjan ·
België ·
Bosnië-Herzegovina ·
Brazilië ·
Bulgarije ·
Canada ·
Chili ·
China ·
Cyprus ·
Denemarken ·
Duitsland ·
Ecuador ·
Egypte ·
El Salvador ·
Engeland ·
Equatoriaal-Guinea ·
Faeröer ·
Fiji ·
Filipijnen ·
Finland ·
Frankrijk ·
Georgië · 
Gibraltar ·
Griekenland ·
Hongarije ·
Hongkong ·
Ierland ·
IJsland ·
Indonesië ·
Irak ·
Israël ·
Italië ·
Jordanië ·
Kazachstan ·
Kirgizië ·
Kroatië ·
Letland ·
Libanon ·
Liechtenstein ·
Litouwen ·
Luxemburg ·
Malta ·
Marokko ·
Mexico ·
Moldavië ·
Montenegro ·
Nederland ·
Nieuw-Caledonië ·
Nieuw-Zeeland ·
Noord-Ierland ·
Noord-Macedonië ·
Noorwegen ·
Oekraïne ·
Oezbekistan ·
Oman ·
Oostenrijk ·
Polen ·
Portugal ·
Qatar ·
Roemenië ·
Rusland ·
Saint Kitts en Nevis ·
San Marino ·
Saoedi-Arabië ·
Schotland ·
Servië ·
Slovenië ·
Slowakije · 
Spanje ·
Tadzjikistan ·
Thailand ·
Trinidad en Tobago ·
Tsjechië ·
Turkije ·
Turkmenistan ·
Uruguay ·
Vanuatu ·
Venezuela ·
Verenigde Arabische Emiraten ·
Verenigde Staten ·
Vietnam ·
Wales ·
Wit-Rusland ·
Zweden ·
Zwitserland